# Histopona hauseri
Histopona hauseri är en spindelart som först beskrevs av Brignoli 1972.  Histopona hauseri ingår i släktet Histopona och familjen trattspindlar.
Artens utbredningsområde är Grekland. Inga underarter finns listade i Catalogue of Life.